# Up'n Down

Un cabinato di Up'n Down fabbricato dalla Zaccaria

Up'n Down è un simulatore di guida a basso realismo sviluppato e pubblicato nel 1983 da SEGA. Originariamente distribuito come videogioco arcade, è stato in seguito convertito per Apple II, Atari 2600, ColecoVision, Atari 8-bit, Commodore 64 e MS-DOS.

## Modalità di gioco
Up'n Down è un videogioco a scorrimento verticale in cui è simulato un ambiente tridimensionale tramite visuale isometrica. Il giocatore controlla una dune buggy viola che ricorda un Volkswagen Maggiolino. Il veicolo si muove lungo strade strettissime a singola corsia, che si incrociano spesso, senza possibilità di muoversi lateralmente all'interno di una corsia. Tramite i controlli direzionali è possibile incrementare o diminuire la velocità del Maggiolino o cambiare corsia in presenza di un'intersezione. La vettura è inoltre in grado di saltare per evitare le macchine che occupano la carreggiata: atterrando sopra di esse è possibile distruggerle e raccogliere punti.
La velocità influenza l'ampiezza dei salti e può essere cambiata anche in volo. È possibile anche procedere, ma non saltare, all'indietro.
Per completare un livello è necessario raccogliere 10 bandiere colorate, una volta raccolta la bandierina diventa bianca ed il colore scompare dall'intero livello. La presenza di salite e discese influenza la velocità del veicolo. Sono inoltre presenti ponti che vanno superati utilizzando i salti. Il giocatore perde una vita se il maggiolino urta contro un altro veicolo o finisce sull'erba o sull'acqua.
Dal quarto livello in poi le bandierine una volta prese vengono perdute se si passa sulla stessa bandiera bianca. Saltuariamente è possibile recuperare bandiere da un veicolo speciale che una volta eliminato darà la bandiera che porta.